# Kerihun
Kerihun (indonez. Gunung Kerihun) – szczyt górski na wyspie Borneo w Indonezji w Górach Müllera, wysokość 1960 m n.p.m.
Leży na terenie Parku Narodowego Betung Kerihun o powierzchni ponad 800 000 ha.